# Lebensmittelverpackung

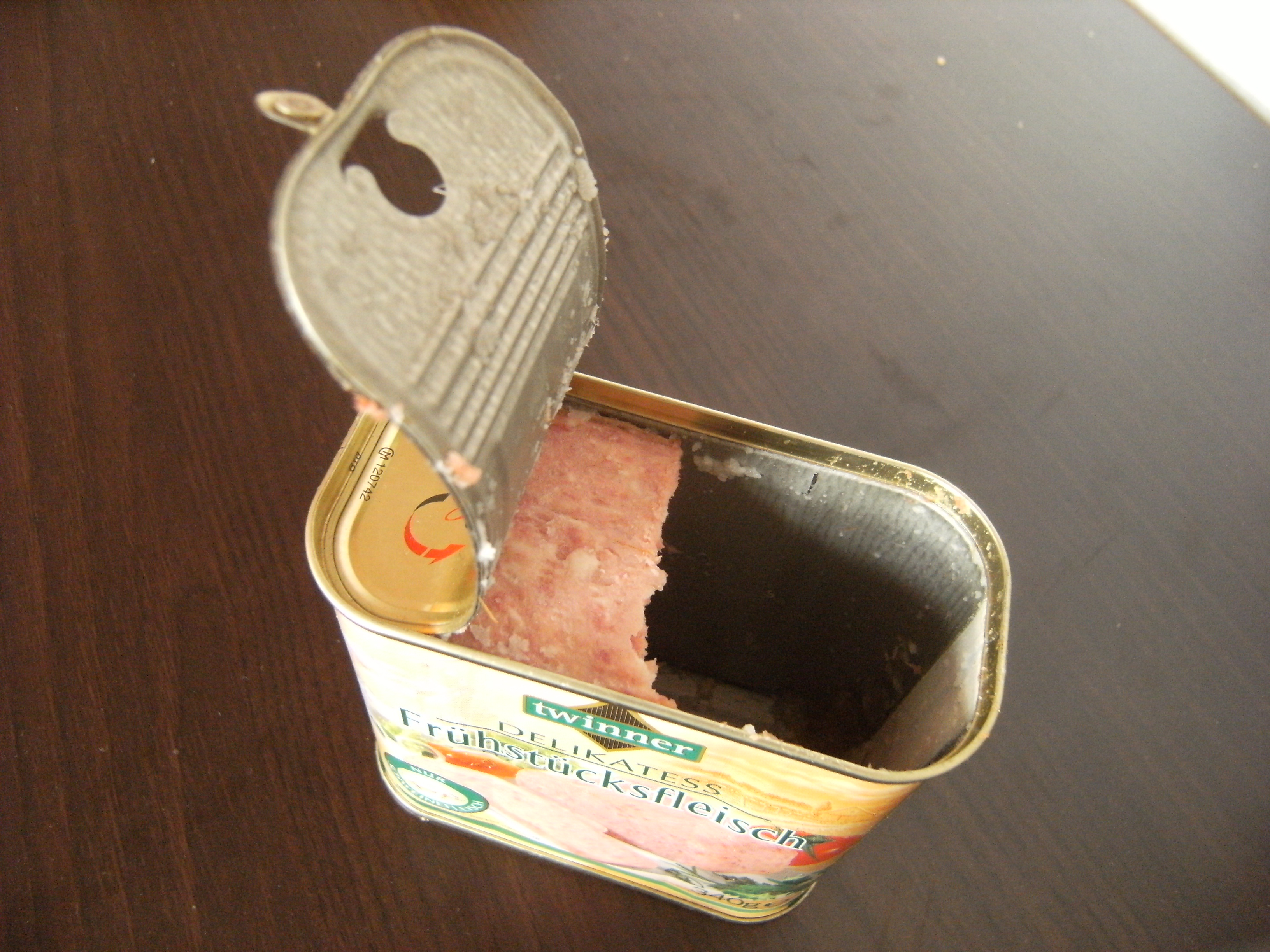
Konservendosen aus Aluminium sind als Lebensmittelverpackung weit verbreitet.

Faltungsschema eines Pizzakartons, sogenanntes „Chicago folding“

Lebensmittelverpackungen sind Verpackungen bzw. Behälter oder Umhüllungen von Lebensmitteln; sie haben die primäre Aufgabe ihren Inhalt zu schützen oder zu konservieren. Darüber hinaus sollen sie z. B. den Transport der entsprechenden Güter erleichtern und den Kunden die wichtigsten Informationen zum jeweiligen Produkt liefern (→ Lebensmittelkennzeichnung).

## Aufgabe  und Funktionen von Lebensmittelverpackungen
Die Aufgaben von Lebensmittelverpackungen lassen sich in vier Grundfunktionen unterteilen:

### Schutzfunktion
Lebensmittelverpackungen sollen in erster Linie das Produkt vor Außeneinwirkungen wie beispielsweise Licht, Wasserdampf, Verunreinigungen und Beschädigungen schützen. Außerdem sollen Lebensmittelverpackungen vor tierischen Schädlingen, Mikroorganismen und vor dem Verlust von Aromen schützen.

### Lagerfunktion
Die Produkte werden nach der Produktion bis zum Zeitpunkt des Verzehrs mehrfach ein- bzw. umgelagert. Ohne geeignete Lebensmittelverpackung wäre dies nicht möglich. Des Weiteren sollen zuverlässige und passende Lebensmittelverpackungen die Lagerung einfacher und schneller gestalten.

### Transportfunktion
Durch geeignete Lebensmittelverpackungen sollen die Produkte während des Transports nicht übermäßig durch Einwirkungen, wie Druck, Stoß, Temperatur oder Feuchtigkeit, belastet werden. Die entsprechenden Anforderungen der Lebensmittelverpackung sind abhängig vom Transportweg und dem Transportmittel.

### Werbe- bzw. Verkaufsfunktion
Produkte lassen sich durch ihre Lebensmittelverpackung, beispielsweise durch eine farbige Gestaltung, ein Logo oder eine besondere Form vom Kunden wiedererkennen.
Des Weiteren können durch diese Eigenschaften neue Kunden angelockt werden. Hinzukommend kaufen manche Kunden das Produkt nur wegen der Verpackungsgestaltung.
Zusätzlich dazu repräsentiert die Verpackung in den meisten Fällen das Produkt, das der Kunde nicht immer sehen kann, da es verpackt ist. Aus diesem Grund muss die Verpackungsgestaltung den Kunden überzeugen.

## Materialien von Lebensmittelverpackungen
Lebensmittelverpackungen werden oft aus unterschiedlichen Materialien hergestellt. Meistens bestehen sie aus Glas, Kunststoff, Metall oder Pappe (Kartonage). Die verschiedenen Materialien, aus denen die Lebensmittelverpackung besteht, werden auch Packstoffe genannt.
Oft werden auch verschiedene Packstoffe miteinander kombiniert, um für einen besseren Schutz zu sorgen.

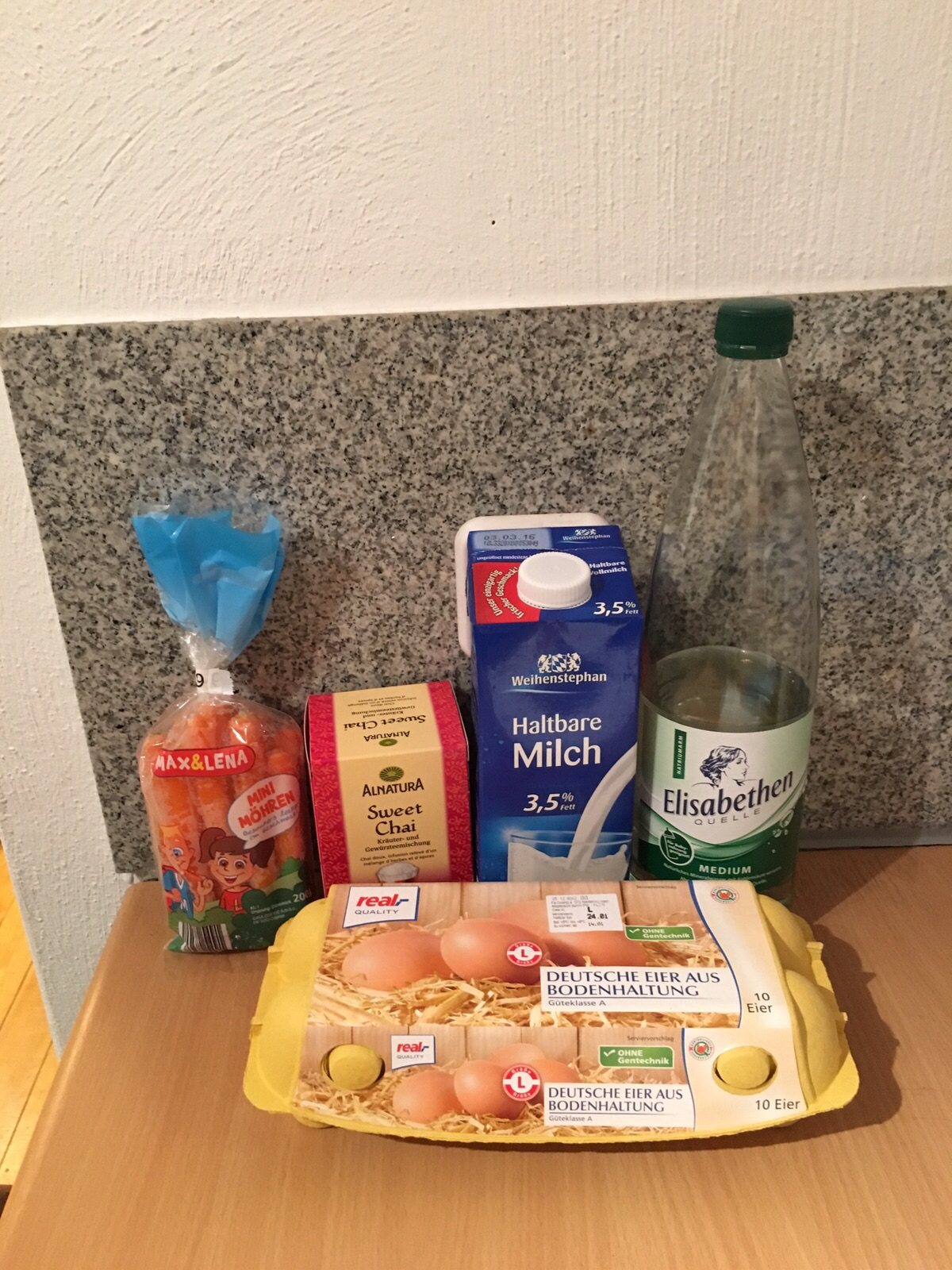
Lebensmittelverpackungen aus unterschiedlichen Materialien

### Optimierung der Lebensmittelverpackungen
Bei der Optimierung der Lebensmittelverpackung gibt es verschiedene Aspekte, die beachtet werden müssen und meist wird nur durch Kompromisse einiger Aspekte eine annähernd optimale Lebensmittelverpackung erreicht. Die Aspekte, die im Mittelpunkt stehen hängen meist von dem Zweck der Lebensmittelverpackung ab. Schwachstellen in der verwendeten Verpackung, neue Innovationen in der Verpackungstechnologie oder geplante Kostenersparnisse in der Produktion können zum Beispiel Gründe für eine Verpackungsoptimierung geben.
Die verschiedenen Aspekte lassen sich in drei Schwerpunkte aufteilen:
- Erhaltung der Qualität von Packgut und Packung
- Wirtschaftlichkeit der Packung
- Design der Packung nach Anmutungs-, Gebrauchs-, Umwelt- und Entsorgungsfunktion.[4]

Für eine erfolgreiche Verpackungsoptimierung müssen zunächst die Prozesse innerhalb der Logistik eines Unternehmens analysiert werden. Dazu gehören Kommissionierung, Verpackung und Versand ebenso, wie Lagerung und Transport. Des Weiteren fließen auch Kundenwünsche in den Optimierungsprozess ein.

### Recycling
Durch Recycling wird sichergestellt, dass lebenswichtige Ressourcen nicht vollständig aufgebraucht werden. In Bezug auf Lebensmittelverpackungen heißt dies, dass schon bei der Herstellung darauf geachtet werden muss, dass wiederverwendbare Materialien für die Verpackungen verwendet werden. So wird sichergestellt, dass die Verpackungen erneut verwendet oder recycelt werden können. Für die verschiedenen Arten von Verpackungen gibt es verschiedene Arten der Wiederverwendung.
Am häufigsten unterscheidet man hierbei unter Einwegverpackungen, Mehrwegverpackung und kompostierbaren Verpackungen.
Einwegverpackungen werden vermehrt auch aus Papier hergestellt. So will etwa Frosta bis Ende 2020 sämtliche Kunststoffverpackungen gegen recyclingfähige Papiertüten ersetzen.

### Gesundheitliche Aspekte
Die Selbstkontrolle der Branche weist große Lücken auf, um sicherzustellen, dass keine Chemikalien (Kontaminanten) von der Verpackung ins Lebensmittel übergehen. Der Verband der Kantonschemikerinnen und Kantonschemiker der Schweiz VKCS hat 2017 Lebensmittelverpackungen aus Papier und Karton untersucht. Bei den untersuchten Proben handelte es sich um Kaffeebecher, Pizzakartons, Papiersäcke für Mehl und Getreide, Brotsäcke und Verpackungen für Imbissstand-Produkte. Elf der 78 untersuchten Verpackungen (14 %) enthielten Stoffe in Mengen, die über den für Lebensmittelverpackungen geltenden Höchstwerten liegen. Bei einer Papierverpackung wurden eine massive Höchstwert-Überschreitung an Chlorpropanol und ein außergewöhnlich hoher Mineralölgehalt festgestellt. In weiteren 42 Proben (62 %) stellte das Labor hohe Mineralölrückstände fest, von denen angenommen werden muss, dass sie während der Lagerung auf das Lebensmittel übergehen.
Schädliche Auswirkungen auf den Menschen haben auch Folien und Kunststoffverpackungen, da sie sogenannte Weichmacher enthalten. Es gibt verschiedene Arten von Weichmachern, aber nicht alle sind schädlich. Auch sind Folien und Kunststoffverpackungen nicht unbedingt von sich aus schädlich, sondern erst in Kombination mit fetthaltigen Lebensmitteln. Das Fett in Lebensmitteln, wie zum Beispiel in Käse, löst diese Weichmacher und so können die Weichmacher auf das Lebensmittel übertragen werden. Sie stehen unter Verdacht unfruchtbar zu machen und Diabetes zu begünstigen.
Lebensmittelverpackungen werden zum Teil mit Zinkoxid-Nanopartikel behandelt. Werden Zinkoxid-Nanopartikel dabei auf diese Lebensmittel übertragen, kann der Konsum zu Veränderungen des Darms und einer Verringerung der Nährstoffaufnahme führen.

## Rechtliche Aspekte von Lebensmittelverpackungen

### Rechtsrahmen

Symbol der EU zur Kennzeichnung von Materialien mit Lebensmittelkontakt wie Verpackungen

Lebensmittelverpackungen sind für den Binnenmarkt der EU als Unterfall der Bedarfsgegenstände als Lebensmittelkontakt-Materialien und Gegenstände geregelt, also als Fertigerzeugnisse, die
- dazu bestimmt sind, mit Lebensmitteln in Kontakt zu kommen,
- die diese Berührung haben oder
- bei denen so etwas oder ein Übergang von Bestandteilen auf Lebensmittel vernünftigerweise  vorhersehbar ist [14].

Sie gibt allgemein vor, dass z. B. unter den normalen oder vorhersehbaren Verwendungsbedingungen keine Bestandteile auf Lebensmittel in Mengen abgeben (Migration) werden, dass es die menschliche Gesundheit gefährdet oder in unvertretbarer Weise die Zusammensetzung der Lebensmittel ändert oder deren organoleptischen Eigenschaften beeinträchtigt. Angaben darauf oder ihre Aufmachung dürfen Verbraucher nicht irreführen. Sie ermächtigt die Kommission außerdem zu spezifischen Maßnahmen für bestimmte Materialien, so für Verpackungen aus Kunststoff, für die sie etwa Migrationsgrenzwerte und die Zulassung verwendbarer, in der Unionsliste aufgeführter Stoffe regelt .
In Deutschland gilt die Bedarfsgegenständeverordnung.

### Entsorgung

Grüner Punkt

Laut der deutschen Verpackungsverordnung sind negative Auswirkungen für die Umwelt beziehungsweise Abfälle von (Lebensmittel-)Verpackungen zu vermeiden. Die (Wieder-)Verwertung hat hierbei Vorrang vor der Beseitigung. Diese Verordnung gilt für sämtliche Verpackungen aus allen wirtschaftlichen Bereichen.
Beispielsweise gilt für Transportverpackungen, dass der Hersteller oder der Vertreiber verpflichtet ist, die Transportverpackungen nach dem Gebrauch zurückzunehmen. Diese Verpackungen müssen dann wiederum verwertet werden. Wenn der Hersteller oder der Vertreiber die Verpackungen nicht zurücknimmt, muss dies auf der Verpackung kenntlich gemacht werden. Auch muss dafür gesorgt werden, dass entsprechende Sammelbehälter auf dem zur Verkaufsstelle gehörenden Gelände bereitgestellt werden. Allerdings gibt es auch bestimmte Kennzeichnungen (Piktogramme) auf Verpackungen, die besagen, dass der Verbraucher selbst für die richtige Entsorgung aufkommen muss. Ein bekanntes Piktogramm ist zum Beispiel der Grüne Punkt. Wie genau die Verpackung entsorgt werden muss, ist also von dem jeweiligen Piktogramm abhängig.

### Pflichtangaben
Um sicherzustellen, dass alle wichtigen Informationen über das enthaltene Produkt auf seiner Verpackung sind, gibt es Regeln zur Kennzeichnung. Pflichtangaben sind dabei
- * die (korrekte) Bezeichnung des Lebensmittels,
- Name und Anschrift des Lebensmittelunternehmens,
- die  Nährwertkennzeichnung,
- die Hervorhebung allergener Zutaten, die
- das Zutatenverzeichnis, dabei deren Nettofüllmenge und Mengen einzelner Zutaten (QUID) und
- gegebenenfalls
  - Fristen zur Mindesthaltbarkeit, zur Erzeugung (wie Legedatum von Eiern), zum Einfrieren oder zum Verbrauch („zu verzehren bis...“ bei hygienisch sensibler Ware),
  - ein Herkunftsort wie ein Ursprungsland oder eine Anbauregion oder
  - Anleitungen zum Gebrauch.

Für Pflichtangaben gilt eine Mindestschriftgröße.
Für den Markt der EU regelt die Informationspflichten insbesondere die  Lebensmittel-Informationsverordnung (LMIV) für verpackte wie unverpackte Lebensmittel.